# Tom Baker
Thomas Stewart Baker (sinh ngày 20 tháng 1 năm 1934) là một nam diễn viên người Anh Quốc. Ông được biết đến qua vai diễn trong sê-ri Doctor Who từ năm 1974 đến năm 1981.

## Thời thơ ấu
Baker sinh ra tại Scotland Road, thành phố Liverpool. Ông là con trai của bà Mary Jane (nhũ danh: Fleming) và ông John Stewart Baker.